# Monuments of Mars
Monuments of Mars è un Videogioco a piattaforme a 2 dimensioni, pubblicato da Apogee Software e sviluppato da Scenario Software nel 1990. È mosso dal F.A.S.T. Engine, medesimo motore grafico di altri due giochi pubblicati da Apogee: Arctic Adventure e Pharaoh's Tomb. Il 20 marzo 2009 è stato pubblicato come freeware.

## Trama
Dopo avvenimenti misteriosi su Marte, voi siete l'ultima speranza della NASA di scoprire cosa succede sul pianeta rosso. Sarà necessario esplorare le strane strutture marziane, per scoprire cosa nascondono.

## Modalità di gioco
Monuments of Mars è diviso in quattro episodi:
- First Contact
- The Pyramid
- The Fortress
- The Face

Il primo è distribuito come shareware, mentre gli altri erano disponibili a pagamento; ad oggi il gioco non appare più nei cataloghi Apogee, e quindi non è acquistabile. Ogni episodio è composto da 20 livelli privi di scrolling, alcuni dei quali molto semplici. Il giocatore può saltare e sparare, oltre che attivare degli interruttori per risolvere semplici enigmi. Le vite sono illimitate: quando si muore, si ricomincia il livello.